# Carshalton
Carshalton – miasto Londynu, leżąca w gminie London Borough of Sutton. Carshalton jest wspomniana w Domesday Book (1086) jako Aultone.